# Municipalità locale di Richtersveld
Richtersveld è una municipalità locale (in inglese Richtersveld Local Municipality) appartenente alla municipalità distrettuale di Namakwa della Provincia del Capo Settentrionale in Sudafrica. In base al censimento del 2001 la sua popolazione è di 10.124 abitanti; la sede amministrativa e legislativa è la città di Port Nolloth (circa 6.000 abitanti).
Il territorio della municipalità si estende su una superficie di 9.607 km² ed è suddiviso in 4 circoscrizioni elettorali (wards). Il suo codice di distretto è NC061.

## Geografia fisica

### Confini
La municipalità locale di Richtersveld confina a nord e a est con la Namibia, a est e a sud Nama Khoi e a ovest con l'Oceano Atlantico.

### Città e comuni
- Alexander Bay
- Eksteenfontein
- Khubus
- Lekkersing
- McDougall's Bay
- Port Nolloth
- Sanddrif

### Fiumi
- Annis
- Bak
- Bloubos
- Gaigas
- Gannakouriep
- Groen
- Holgat
- Kamma
- Kook
- Kouams
- Orange
- Oudannisiep
- Stinkfontein se
- Stry